# Johannes Tinctoris
Johannes Tinctoris (Eigenbrakel of Nijvel, circa 1435 — circa 1511) was een Zuid-Nederlands componist en muziektheoreticus. De naam is een gelatiniseerde versie van Jehan le Taintenier, Jean Teinturier of Jean de Vaerwere.
Tinctoris is een belangrijke figuur voor de polyfone muziektheorie, al zijn zijn composities relatief onbekend en is zijn leven obscuur. Hij was de zoon van een waarnemend burgemeester in Eigenbrakel. Uit zijn geschriften en uitstekende beheersing van het Latijn blijkt dat hij een goede opleiding genoot. In 1459 en 1460 werkte hij in Kamerijk in de kathedraal, en waarschijnlijk ook in Nijvel. Daarnaast werd hij precentor en koormeester in de kathedraal van Orléans in 1463. Hij doceerde in Orléans ook rechten aan de Universiteit van Orléans. Zo'n tien jaar later trok hij naar Napels, om in dienst van het huishouden van Ferdinand II van Aragón te werken, waar hij kapelmeester en muziekleraar werd. Verder is niets meer over hem geweten, behalve dat hij in 1487 in Brugge was en de statuten van de
Orde van het Gulden Vlies vertaalde. Vermoedelijk was hij deelachtig aan de ceremonies voor de inwijding van paus Alexander VI.
Tinctoris' composities vallen niet te dateren. Ze vallen op door originaliteit en bepaalde 'onregelmatigheden': hij zette de vormvereisten van het contrapunt soms naar zijn hand en ijverde voor een hervorming van de muzikale notatie. Hij maakte een lijst op van vooraanstaande
componisten uit zijn tijd en componeerde uitgebreide voorbeeldstukjes in zijn theoretische verhandelingen. Zijn werk wordt echter heel zelden uitgevoerd.

## Werken

### Theoretische traktaten
- 1475 Liber imperfectionum notarum musicalium
- 1477 Liber de arte contrapuncti
- 1487 De inventione et usu musicae
- 1495 Terminorum musicae diffinitorum (terminologisch woordenboek)

### Missen
- Missa sine nomine 1 (Missa 3 vocum secundi toni irregularis cum contratenore extramanum in diapenthe sub ut)
- Missa sine nomine 2
- Missa sine nomine 3
- Missa l'homme armé

Voorts zijn er enkele seculiere werken, uitgebreide voorbeelden in de traktaten en vier motetten.
- Bibsys: 4083122
- Biblioteca Nacional de España: XX833075
- Bibliothèque nationale de France: cb13900461f (data)
- Catàleg d'autoritats de noms i títols de Catalunya: 981058509769006706
- CiNii: DA04013900
- Gemeinsame Normdatei: 120427338
- International Standard Name Identifier: 0000 0004 5456 3394
- Library of Congress Control Number: n79127148
- MusicBrainz: 88468869-4e08-4304-a566-1d4f557404b7
- Bibliotheek van het Japanse parlement: 01149575
- Nationale Bibliotheek van Tsjechië: jx20071005008
- Nationale bibliotheek van Australië: 35629817
- Nationale Bibliotheek van Israël: 987007276055405171
- Istituto Centrale per il Catalogo Unico: SBLV277155
- SNAC: w6v42jr6
- Système universitaire de documentation: 074792733
- Trove: 1021527
- Virtual International Authority File: 100214007